# Spherillo melanurus
Spherillo melanurus là một loài chân đều trong họ Armadillidae. Loài này được Dollfus miêu tả khoa học năm 1887.